# Colli della Sabina rosso
Il Colli della Sabina rosso è un vino DOC la cui produzione è consentita nelle province di Rieti e Roma.

## Caratteristiche organolettiche
- colore: rosso rubino vivace
- odore: vinoso, intenso
- sapore: secco, rotondo, da secco ad amabile

## Produzione
Provincia, stagione, volume in ettolitri
- Rieti  (1996/97)  155,0